# Callie Crossley

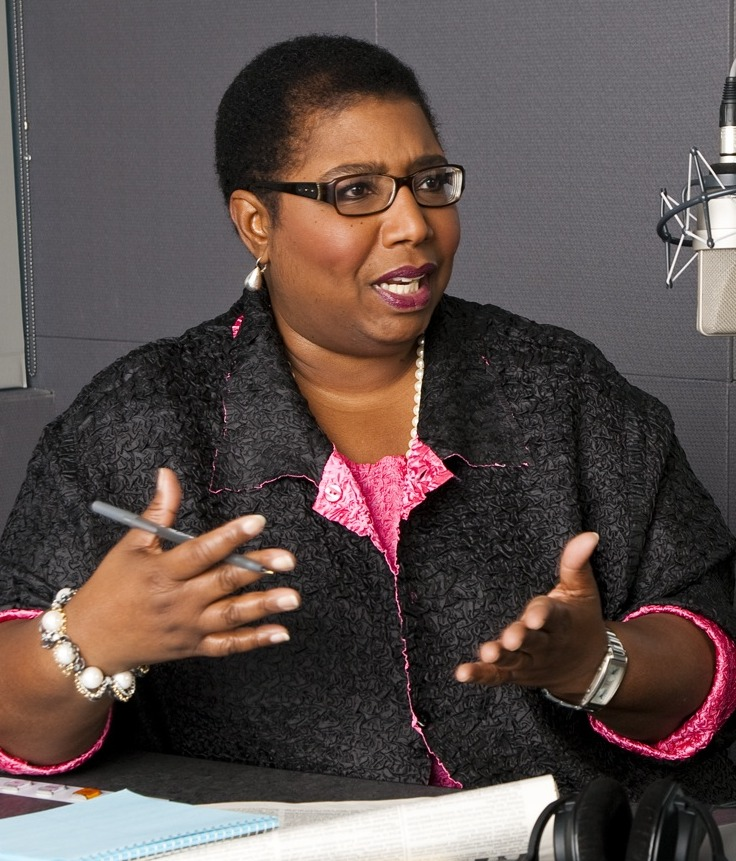
Callie Crossley (2011)

Callie Y. Crossley (* 1951 in Memphis, Tennessee) ist eine US-amerikanische Journalistin, Hörfunk-Moderatorin, Kommentatorin und Filmproduzentin.

## Leben und Wirken
Callie Crossley wurde als Tochter von Samuel Crossley, Kostenanalytiker beim United States Postal Service, und Mattie R. Crossley, Lehrberaterin der Memphis City Schools, in Memphis geboren. 1966 gehörte sie im Zuge der Desegregation zu nur 18 schwarzen Schülern, die die örtliche Central High School besuchten. Bei der Schülerzeitung, für die Crossley eine Kolumne schrieb, war sie eine von zwei schwarzen Mitarbeitern. Sie berichtete später von täglichen psychologischen Übergriffen während dieser Zeit, die sie aber durchgestanden und wovon sie letztlich profitiert habe. Anschließend studierte sie bis 1973 am Wellesley College mit dem Hauptfach Englisch.
Crossleys berufliche Karriere begann als Reporterin bei dem TV-Sender WREG-TV in Memphis. Nach einer Zwischenstation in Indianapolis ging sie 1977 nach Boston, wo sie bei WGBH-TV die Sendung 10 O´Clock News produzierte. Anschließend arbeitete sie 13 Jahre lang für das ABC-Nachrichtenmagazin 20/20. Dort produzierte sie Beiträge aus den Themenbereichen Gesundheit und Medizin. Als Kommentatorin war sie unter anderem bei den Hörfunk-Sendungen On the Media (WNYC) und News & Notes (NPR), sowie für CNN und Beat the Press (WGBH-TV) tätig.
1982 erhielt sie im Alter von 30 Jahren von der Harvard University ein Stipendium für professionelle Journalisten, ein  Nieman Fellowship und studierte dort während eines einjährigen Sabbaticals Biomedizin-Ethik, Literatur und Geschichte. Sie war zu diesem Zeitpunkt mit einem Mediziner verheiratet.
Gemeinsam mit James A. DeVinney arbeitete Crossley zweieinhalb Jahre an Eyes on the Prize (1987) mit, einer Dokumentar-Serie über die Geschichte der Bürgerrechtsbewegung in den Vereinigten Staaten. Sie produzierten die vierte und die sechste Folge der ersten Staffel, wobei sie auch das Drehbuch schrieben und Regie führten. Die Folge Bridge to Freedom wurde unter anderem mit einer Oscarnominierung und einem Emmy ausgezeichnet.
2003 war Crossley als Senior-Produzentin an der PBS-Serie This Far by Faith: African-American Spiritual Journeys beteiligt. Von 2010 bis 2012 moderierte sie die  The Callie Crossley Show, eine täglich laufende Hörfunk-Talkshow auf WGBH Radio. Danach wechselte sie zu einer Sendung ähnlichen Formats, dem Boston Public Radio. Anfang 2013 übernahm Crossley zusätzlich die Moderation der wöchentlichen Sendung Under the Radar with Callie Crossley auf WGBH. Darin greift sie Neuigkeiten aus der alternativen Presse und Nachrichten-Communitys auf, die von den Leitmedien häufig unbeachtet („unter dem Radar“) bleiben. Sie ist außerdem als Seminar Program Manager für die Nieman Foundation for Journalism der Harvard University tätig und ist Jury-Mitglied bei der Vergabe verschiedener etablierter Journalistenpreise, wie die Awards der Columbia University Graduate School of Journalism.

## Filmografie
- 1987: Eyes on the Prize (Fernsehserie, 2 Folgen)
  - No Easy Walk: 1961–1963
  - Bridge to Freedom: 1965
- 2003: This Far by Faith: African-American Spiritual Journeys
- 2006: The American Experience
  - Eyes on the Prize: Parts 5 & 6 – Is This America?/Bridge to Freedom
  - Eyes on the Prize: Parts 3 & 4 – Ain’t Scared of Your Jails/No Easy Walk

## Auszeichnungen (Auswahl)
- 1986: Alfred I. duPont–Columbia University Award
- 1988: Nominierung für Oscar in der Kategorie Dokumentarfilm (Langform) (Bridge to Freedom)
- 1988: Emmy in der Kategorie Best Documentary Feature (Bridge to Freedom)
- Edward R. Murrow Award
- 2011: Girl Scouts of Eastern Massachusetts’ Leading Woman Award
- 2012: Ford Hall Forum’s 2012 George W. Coleman Award
- 2013: Alumnae Achievement Award des Wellesley Colleges
- Ehrendoktor von Cambridge College und Pine Manor College